# Roger Vangheluwe
Roger Joseph Vangheluwe (ur. 7 listopada 1936 w Roeselare) – były belgijski biskup katolicki, biskup diecezjalny Brugii w latach 1984–2010.

## Życiorys
Joseph Vangheluwe urodził się w Roeselare. Studiował matematykę, a następnie wstąpił do seminarium duchownego. Vangheluwe otrzymał święcenia prezbiteratu 1 lutego 1963. W latach 1968–1984 był wykładowcą seminaryjnym w Bruges.
Konsekrowany na biskupa 3 lutego 1985.
W 2003 poparł ideę święceń diakonatu kobiet, zwracając się w tej sprawie do Stolicy Apostolskiej.

### Skandal seksualny
W kwietniu 2010 przyznał się, iż przed nominacją biskupią, jak również po niej wykorzystywał seksualnie małoletniego ze swego otoczenia. Papież Benedykt XVI przyjął jego rezygnację 23 kwietnia 2010.
Decyzją papieża Franciszka został wydalony ze stanu duchownego 20 marca 2024.